# Oncaea rimula
Oncaea rimula är en kräftdjursart som beskrevs av Heron och Frost 2000. Oncaea rimula ingår i släktet Oncaea och familjen Oncaeidae. Inga underarter finns listade i Catalogue of Life.